# Liste von auf dem Lainzer Friedhof bestatteten Persönlichkeiten
Die Liste von auf dem Lainzer Friedhof bestatteten Persönlichkeiten enthält Angaben zu bekannten Persönlichkeiten, deren Grabstellen sich am Lainzer Friedhof befinden oder befanden.

## Gräber
| Name            | Geb. | Gest. | Angaben zur Person            | Standort       | Status                               | Foto |
| --------------- | ---- | ----- | ----------------------------- | -------------- | ------------------------------------ | ---- |
| Walter Davy     | 1924 | 2003  | Schauspieler, Regisseur       | Gr. 4, Nr. 200 |                                      |      |
| Karl Ehn        | 1884 | 1959  | Architekt des Karl-Marx-Hofes | Gr. 3, Nr. 162 | Ehrenhalber in Obhut genommenes Grab |      |
| Oskar Laske     | 1874 | 1951  | Akademischer Maler            | Gr. 3, Nr. 170 | Ehrenhalber gewidmetes Grab          |      |
| Oskar Laske     | 1842 | 1911  | Baumeister                    | Gr. 6, Nr. 113 | auf Friedhofsdauer                   |      |
| Sir Karl Popper | 1902 | 1994  | Philosoph                     | Gr. 2, Nr. 7   | Ehrenhalber in Obhut genommenes Grab |      |

## Legende
Die Tabelle enthält im Einzelnen folgende Informationen:
| Name:               | Name der bestatteten Persönlichkeit. |
| Geb.:               | Geburtsjahr der bestatteten Persönlichkeit. |
| Gest.:              | Sterbejahr der bestatteten Persönlichkeit. |
| Angaben zur Person: | Stichwortartige Kurzbeschreibung zum Beruf und/oder den herausragenden Leistungen der bestatteten Persönlichkeit. |
| Standort:           | Es ist die Lage der Grabstelle angegeben. Verwendete Abkürzungen sind Gr. für Gruppe, R. für Reihe und Nr. für Nummer. |
| Status:             | Es werden bei den Angaben zum Status drei verschiedene Arten unterschieden: 1. Gewidmete Gräber: Ehrenhalber in Obhut genommenes Grab oder Ehrenhalber gewidmetes Grab. 2. Grab aufgelassen: für nicht mehr bestehende Grabstellen. 3. Bei den übrigen Grabstellen ist als <!--unsichtbarer Kommentar--> eine Angabe zur Dauer des Grabnutzungsrechtes eingebunden. |
| Foto:               | Fotografie der Grabstelle (nicht der Persönlichkeit). Klicken des Fotos erzeugt eine vergrößerte Ansicht. |

Die Tabelle ist alphabetisch nach dem Nachnamen der Persönlichkeit sortiert.